# バルク (界面化学)
バルク (Bulk) とは、ある物体、流体のうち界面に触れていない部分を指す。
物体の、界面や境膜、物質表面などと対になる部分であり、ある物質の物性といえばバルク部分が持つ性質を指す。主に界面化学、移動現象論、物性物理などで用いられる用語である。

## 概要
地球上に存在する純物質と混合物のおよそ全ては、他のいかなる物体にも触れることなく、それのみで存在することはない。たとえば海水は海底や海岸、空気とふれあい、コップの水はコップの表面や空気とふれあわずには存在できない。しかしその一方で、海水の大部分、コップの水の大部分はそうした他者と触れ合わず自分自身とのみ触れ合っている。この、自分自身とのみ触れあい、他者からの影響が無視できる領域をバルクと呼ぶ。
界面付近におけるその物質の性質は隣り合う物質が何なのかによって大きく変化するため、一般にはバルクが備える性質がその物質の固有の性質であり、それが界面付近では撹乱される、というとらえ方がなされる。
バルク状態はその物質のもつ基本的な性質、沸点や融点、粘度や密度などの値を決定する重要な部分であるとともに、特異な性質を発現させるためにバルク部分を極端に減らし界面を増やすことも頻繁に行われる。
その物質のあり方がバルク的か非バルク的かの指標として比表面積が挙げられる。

### バルク的な状態にある例
コップの中にある水
数ミリグラムから数グラムほど集まった水は、分子の数にして{\displaystyle 10^{20}}個以上を有するため、バルク的だといえる。

### 非バルク的な状態にある例
白金ナノ粒子
白金はバルクでは1700度を越える融点を持つが、ナノオーダーの粒子では数百度程度の融点となり、さらに融点が粒径に依存する。また金属的な性質が失われ、伝導率が下がるなどの現象も発現する。